# Karasszentgyörgy
Karasszentgyörgy románul: Giurgiova, falu Romániában, a Bánságban, Krassó-Szörény megyében.

## Fekvése
Resicabányától délnyugatra, a Karas jobb partján fekvő település.

## Története
Karasszentgyörgy, Györög nevét 1285-ben említette először oklevél t-e ... iuxta fl-m Karasu ... usque Gyreug a pt. formában. 1354-ben Lorandus de Gyreud  nevében. 1394-ben  Gyreg, 1404-ben  Gyurgyew, 1424-ben  Gywrwgh, 1738-ban  Zsurzsova, 1808-ban Zsurzsova val., Xurxova formákban volt említve.
1285-ben a  Krassó (Karas) folyó mellett feküdt.
1424-ben Nicolaus de Gywrwgh ~ Gywrwg iudex nobilium. A Györögi nemesek lakhelye.
A trianoni békeszerződés előtt Krassó-Szörény vármegye Oraviczai járásához tartozott.
1910-ben 738 lakosából 4 magyar, 732 román volt. Ebből 733 görög keleti ortodox volt.

## Források

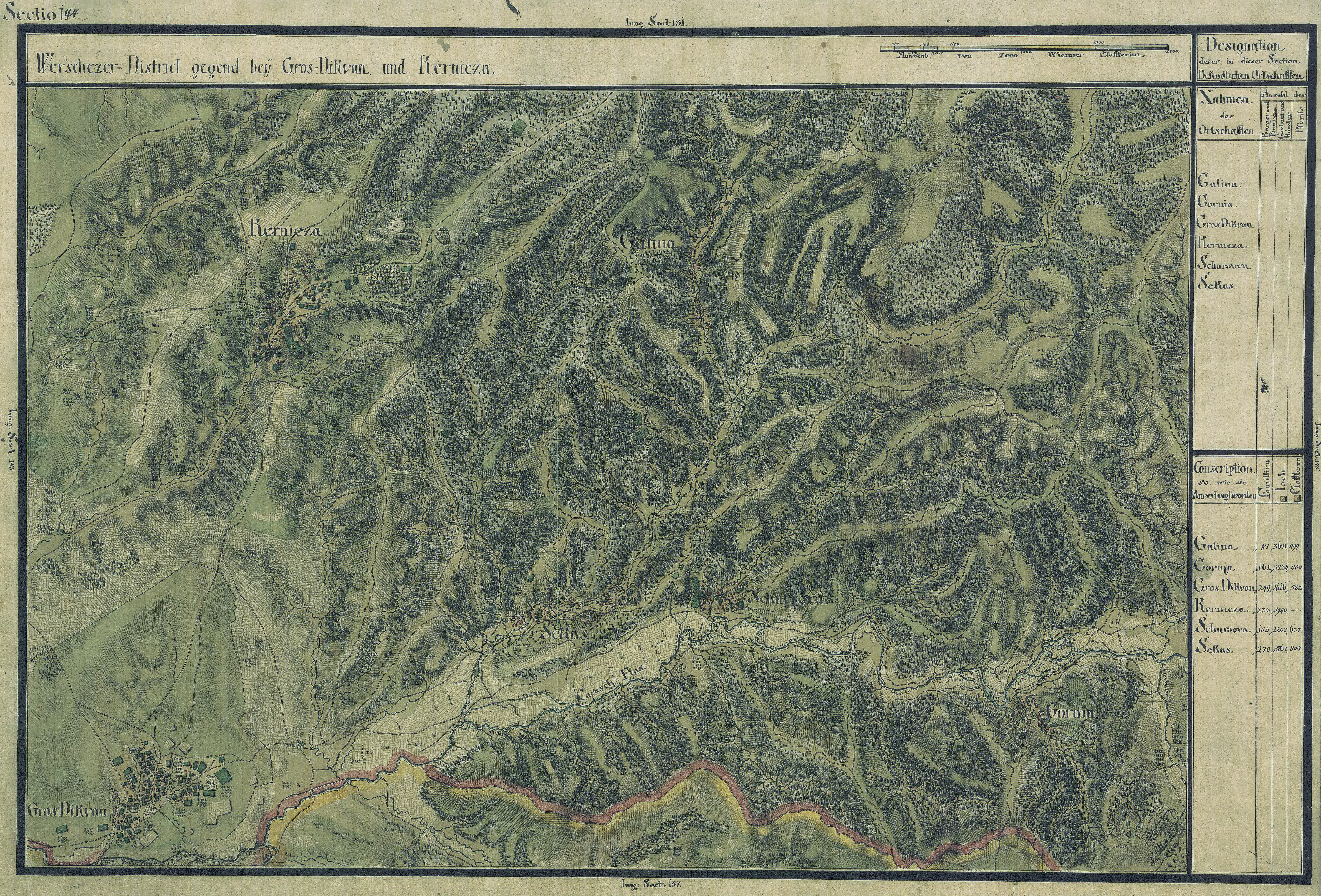
Karasszentgyörgy egy régi térképen